# Marie Charlotte de La Tour d'Auvergne
Marie Sophie Charlotte de La Tour d'Auvergne (Parigi, 20 dicembre 1729 – Lunéville, 6 settembre 1763) è stata una nobildonna francese e membro del Casato di La Tour d'Auvergne.
Sposò un membro della famiglia Beauvau, una potente famiglia originaria dell'Angiò. Ebbe una figlia a ventidue anni e morì di vaiolo a trentatré. L'attuale Duca de Mouchy una linea della famiglia Noailles discende da lei e da suo marito.

## Biografia
Nata all'Hôtel de Bouillon a Parigi da Emmanuel Théodose de La Tour d'Auvergne (1668–1730), Duca di Bouillon e dalla sua terza moglie Louise Henriette Françoise de Lorraine, fu l'unico figlio della coppia. Sua madre era una figlia di Joseph de Lorraine, Conte di Harcourt.
Suo padre era un figlio di Goffredo Maurizio de La Tour d'Auvergne e Maria Anna Mancini, quest'ultima era una nipote del Cardinale Mazzarino e una famosa e scandalosa padrona di casa ai suoi tempi.
Marie Charlotte fu titolata Mademoiselle de Château-Thierry dalla nascita. Quando la sorellastra maggiore Anne Marie Louise, Mademoiselle de Bouillon sposò Charles de Rohan, Principe di Soubise nel 1734, in quanto principessa più anziana non sposata della famiglia La Tour d'Auvergne, fu titolata Mademoiselle de Bouillon fino al suo matrimonio.
Un cugino di primo grado include Antoine de Vignerot du Plessis, figlio di sua zia Élisabeth Sophie de Lorraine e del famoso donnaiolo Armand de Vignerot du Plessis, duc de Richelieu.
Suo padre morì nel 1730, lasciando sua madre vedova a ventitré anni. Sua madre morì nel 1737. In quanto tale divenne la pupilla di suo zio Louis Henri, conosciuto come il comte d'Évreux.
Nel 1741, suo zio materno, Principe di Harcourt fu proposto per l'allora dodicenne Marie Charlotte (1741). Anche in questo caso, il matrimonio non si materializzò mai e il Principe di Harcourt morì nel 1747 senza figli.
Sposò Charles Juste de Beauvau, un membro della ricca famiglia Beauvau della Lorena. Si sposarono il 3 aprile 1745. Sua cognata (la sorella di suo marito) fu la famosa marquise de Boufflers. 

Sua figlia sposò Philippe Louis de Noailles, figlio di Philippe de Noailles ed Anne d'Arpajon, dama di compagnia di Maria Antonietta vittima della rivoluzione.
Morì di vaiolo all'Hôtel de Beauvau-Craon, la casa di città di suo marito a Lunéville nella Lorena. Lei e sua figlia si stavano dirigendo a Parigi dalla Lorena quando Marie Charlotte si ammalò. Nonostante la massima cura, cedette alla malattia; in quel periodo stava organizzando la proposta di matrimonio fra su figlia Louise e Armand Louis de Gontaut, Duca di Lauzun.
Lauzun e Louise non si sposarono mai e furono entrambi profondamente afflitti per la morte di Marie Charlotte – i due erano innamorati– e con la morte di Marie Charlotte, Lauzun perse il suo più prezioso alleato, in merito a un'unione tra lui Louise. Sua figlia fu collocata nell'Abbazia di Port-Royal a Parigi dove rimase fino al suo matrimonio nel 1767.
Dopo la sua morte, suo marito si sposò nuovamente nel 1764 con Marie Charlotte Sylvie de Rohan-Chabot, una cugina del Prince of Soubise. Marie Charlotte Sylvie aveva avuto una liaison che era incominciata nel 1750. La coppia rimase senza figli.

## Figli
1. Anne Louise Marie de Beauvau, Mademoiselle de Beauvau (1º aprile 1750 – 20 novembre 1834) sposò Philippe Louis de Noailles, prince de Poix, poi Duca de Mouchy ed ebbe figli.

## Titoli, appellativi, onorificenze e stemma

### Titoli e appellativi
- 20 dicembre 1729 – 29 dicembre 1734 sua altezza mademoiselle de Château-Thierry
- 29 dicembre 1734 – 3 aprile 1745 sua altezza mademoiselle de Bouillon
- 3 aprile 1745 – 6 settembre 1763 sua altezza la principessa di Beauvau

## Ascendenza
|                                                |                                |                                 | Genitori                        |  |  | Nonni |  |  | Bisnonni                                  |  |  | Trisnonni                       |  |
|                                                |                                |                                 |                                 |  |  |       |  |  | 8. Frédéric Maurice de La Tour d'Auvergne |  |  | 16. Henri de La Tour d'Auvergne |  |
|                                                |                                |                                 |                                 |  |  |       |  |  | 8. Frédéric Maurice de La Tour d'Auvergne |  |  | 16. Henri de La Tour d'Auvergne |  |
|                                                |                                | 17. Elisabeth van Oranje-Nassau |                                 |  |  |       |  |  | 8. Frédéric Maurice de La Tour d'Auvergne |  |  |                                 |  |
| 4. Godefroy Maurice de La Tour d'Auvergne      |                                |                                 |                                 |  |  |       |  |  | 8. Frédéric Maurice de La Tour d'Auvergne |  |  |                                 |  |
|                                                |                                | 9. Éléonore van den Bergh       | 18. Frederik van den Bergh      |  |  |       |  |  |                                           |  |  |                                 |  |
|                                                |                                | 9. Éléonore van den Bergh       | 18. Frederik van den Bergh      |  |  |       |  |  |                                           |  |  |                                 |  |
|                                                |                                | 9. Éléonore van den Bergh       | 19. Françoise de Ravenel        |  |  |       |  |  |                                           |  |  |                                 |  |
| 2. Emmanuel Théodose de La Tour d'Auvergne     |                                | 9. Éléonore van den Bergh       |                                 |  |  |       |  |  |                                           |  |  |                                 |  |
|                                                |                                | 10. Michele Lorenzo Mancini     | 20. Paolo Lucio Mancini         |  |  |       |  |  |                                           |  |  |                                 |  |
|                                                |                                | 10. Michele Lorenzo Mancini     | 20. Paolo Lucio Mancini         |  |  |       |  |  |                                           |  |  |                                 |  |
|                                                |                                | 10. Michele Lorenzo Mancini     | 21. Vittoria Capocci            |  |  |       |  |  |                                           |  |  |                                 |  |
| 5. Maria Anna Mancini                          |                                | 10. Michele Lorenzo Mancini     |                                 |  |  |       |  |  |                                           |  |  |                                 |  |
|                                                |                                | 11. Girolama Mazzarini          | 22. Pietro Mazzarino            |  |  |       |  |  |                                           |  |  |                                 |  |
|                                                |                                | 11. Girolama Mazzarini          | 22. Pietro Mazzarino            |  |  |       |  |  |                                           |  |  |                                 |  |
|                                                |                                | 11. Girolama Mazzarini          | 23. Ortensia Bufalini           |  |  |       |  |  |                                           |  |  |                                 |  |
| 1. Anne Marie Louise de La Tour d'Auvergne     |                                | 11. Girolama Mazzarini          |                                 |  |  |       |  |  |                                           |  |  |                                 |  |
|                                                | 12. Alphonse-Henri de Lorraine | 24. François-Louis de Lorraine  |                                 |  |  |       |  |  |                                           |  |  |                                 |  |
|                                                | 12. Alphonse-Henri de Lorraine | 24. François-Louis de Lorraine  |                                 |  |  |       |  |  |                                           |  |  |                                 |  |
|                                                | 12. Alphonse-Henri de Lorraine | 25. Anne d'Ornano               |                                 |  |  |       |  |  |                                           |  |  |                                 |  |
| 6. Anne-Marie-Joseph de Lorraine               | 12. Alphonse-Henri de Lorraine |                                 |                                 |  |  |       |  |  |                                           |  |  |                                 |  |
|                                                |                                | 13. Marie Françoise de Brancas  | 26. Charles de Brancas          |  |  |       |  |  |                                           |  |  |                                 |  |
|                                                |                                | 13. Marie Françoise de Brancas  | 26. Charles de Brancas          |  |  |       |  |  |                                           |  |  |                                 |  |
|                                                |                                | 13. Marie Françoise de Brancas  | 27. Suzanne Garnier             |  |  |       |  |  |                                           |  |  |                                 |  |
| 3. Louise-Henriette-Françoise de Lorraine      |                                | 13. Marie Françoise de Brancas  |                                 |  |  |       |  |  |                                           |  |  |                                 |  |
|                                                |                                | 14. Gaspard Jeannin de Castille | 28. Nicolas Jeannin de Castille |  |  |       |  |  |                                           |  |  |                                 |  |
|                                                |                                | 14. Gaspard Jeannin de Castille | 28. Nicolas Jeannin de Castille |  |  |       |  |  |                                           |  |  |                                 |  |
|                                                |                                | 14. Gaspard Jeannin de Castille | 29. Claude de Fieubet           |  |  |       |  |  |                                           |  |  |                                 |  |
| 7. Marie-Louise-Chrétienne Jeannin de Castille |                                | 14. Gaspard Jeannin de Castille |                                 |  |  |       |  |  |                                           |  |  |                                 |  |
|                                                |                                | 15. Louise Diane Dauvet         | 30. Nicolas Dauvet              |  |  |       |  |  |                                           |  |  |                                 |  |
|                                                |                                | 15. Louise Diane Dauvet         | 30. Nicolas Dauvet              |  |  |       |  |  |                                           |  |  |                                 |  |
|                                                |                                | 15. Louise Diane Dauvet         | 31. Chrétienne de Lantage       |  |  |       |  |  |                                           |  |  |                                 |  |
|                                                |                                | 15. Louise Diane Dauvet         |                                 |  |  |       |  |  |                                           |  |  |                                 |  |